# Hemihyalea utica
Hemihyalea utica là một loài bướm đêm thuộc phân họ Arctiinae, họ Erebidae.